# Grand Prix automobile de Russie 2016
GP précédent GP suivant
Le Grand Prix automobile de Russie 2016 (2016  Formula 1 Russian Grand Prix), disputé le 1er mai 2016 sur l'Autodrome de Sotchi, est la 939e épreuve du championnat du monde de Formule 1 courue depuis 1950. Il s'agit de la troisième édition du Grand Prix de Russie comptant pour le championnat du monde de Formule 1 et de la quatrième manche du championnat 2016. Pour la saison 2016, le Grand Prix qui se disputait auparavant en octobre, est déplacé en début de saison pour devenir le quatrième Grand Prix de l'année. 
Lors de toutes les séances d'essais de ce Grand Prix de Russie, les Mercedes se montrent largement au-dessus du lot et, dès lors que son coéquipier Lewis Hamilton, à nouveau victime d'une panne du système de récupération d'énergie de sa W07, ne peut pas participer à la troisième phase des qualifications, Nico Rosberg ne trouve aucun rival à sa mesure. Il crée de gros écarts pour réaliser sa deuxième pole position consécutive, la vingt-quatrième de sa carrière. Seul Sebastian Vettel réussit à tourner dans la même seconde que lui en Q3. Pénalisé d'un recul de cinq places sur la grille de départ pour un changement de la boîte de vitesses de sa SF16-H, il s'élance du septième rang et cède sa place en première ligne à Valtteri Bottas. Kimi Räikkönen est en deuxième ligne avec Felipe Massa, Daniel Ricciardo et Sergio Pérez occupent la troisième ligne. Lewis Hamilton prend le départ depuis la dixième place. 
Parti de la pole position, en tête de bout en bout, auteur du meilleur tour en course à une boucle de l'arrivée, Nico Rosberg réalise le second hat trick de sa carrière en Formule 1 et son premier chelem. Invaincu lors des quatre premiers Grands Prix de cette saison, il remporte sa septième victoire consécutive, une série qu'il partage avec Michael Schumacher et Alberto Ascari. C'est également le dix-huitième succès de sa carrière, sur un rythme de champion du monde, dans la mesure où tous les pilotes ayant démarré une saison de cette manière ont été sacrés en fin d'exercice. Le départ de la course est particulièrement mouvementé puisque Daniil Kvyat percute Sebastian Vettel dans le deuxième virage puis l'expédie en toupie sur le mur de protection dans le troisième, avec Daniel Ricciardo et Sergio Pérez en victimes collatérales ; d'autres accrochages ont lieu en queue de peloton, ce dont profite Lewis Hamilton qui va remonter jusqu'à assurer un doublé aux Flèches d'Argent. Il devance Kimi Räikkönen qui permet à la Scuderia Ferrari d'atteindre les 700 podiums en championnat du monde. Les deux Williams FW38 de Valtteri Bottas et Felipe Massa devancent Fernando Alonso, passé entre les gouttes du premier tour pour se classer sixième et marquer ses premiers points cette saison. De la même façon, Kevin Magnussen inscrit les premiers de Renault depuis son retour en tant que constructeur après le rachat de Lotus F1 Team tandis que Romain Grosjean passe la ligne d'arrivée au huitième rang en résistant jusqu'au bout à Sergio Pérez. Tout comme son coéquipier chez McLaren-Honda, Jenson Button marque son premier point de l'année en terminant dixième.  
Nico Rosberg, avec 100 points, possède quarante-trois points d'avance sur son coéquipier Lewis Hamilton (57 points). Räikkönen accède à la troisième place (43 points) devant Daniel Ricciardo (36 points) et Sebastian Vettel (33 points) ; suivent Massa (32 points), Romain Grosjean (22 points) et Daniil Kvyat (21 points). Mercedes, avec 157 points, mène le championnat devant Ferrari (76 points) et Red Bull Racing (57 points) ; suivent  Williams (51 points), Haas (22 points), Scuderia Toro Rosso (17 points), McLaren (10 points), Force India (8 points) et Renault (6 points).

## Pneus disponibles
| Pneus pour piste sèche | Pneus pour piste sèche | Pneus pour piste sèche | Pneus pluie    | Pneus pluie |
| ---------------------- | ---------------------- | ---------------------- | -------------- | ----------- |
| Super tendres          | Tendres                | Medium                 | Intermédiaires | Pluie       |

## Essais libres

### Première séance, le vendredi de 10 h à 11 h 30
| Pos. | Pilote           | Voiture            | Chrono         | Écart     |
| ---- | ---------------- | ------------------ | -------------- | --------- |
| 1    | Nico Rosberg     | Mercedes           | 1 min 38 s 127 |           |
| 2    | Lewis Hamilton   | Mercedes           | 1 min 38 s 849 | + 0 s 722 |
| 3    | Sebastian Vettel | Ferrari            | 1 min 39 s 175 | + 1 s 048 |
| 4    | Kimi Räikkönen   | Ferrari            | 1 min 39 s 332 | + 1 s 205 |
| 5    | Felipe Massa     | Williams-Mercedes  | 1 min 39 s 365 | + 1 s 238 |
| 6    | Daniel Ricciardo | Red Bull-TAG Heuer | 1 min 39 s 650 | + 1 s 523 |

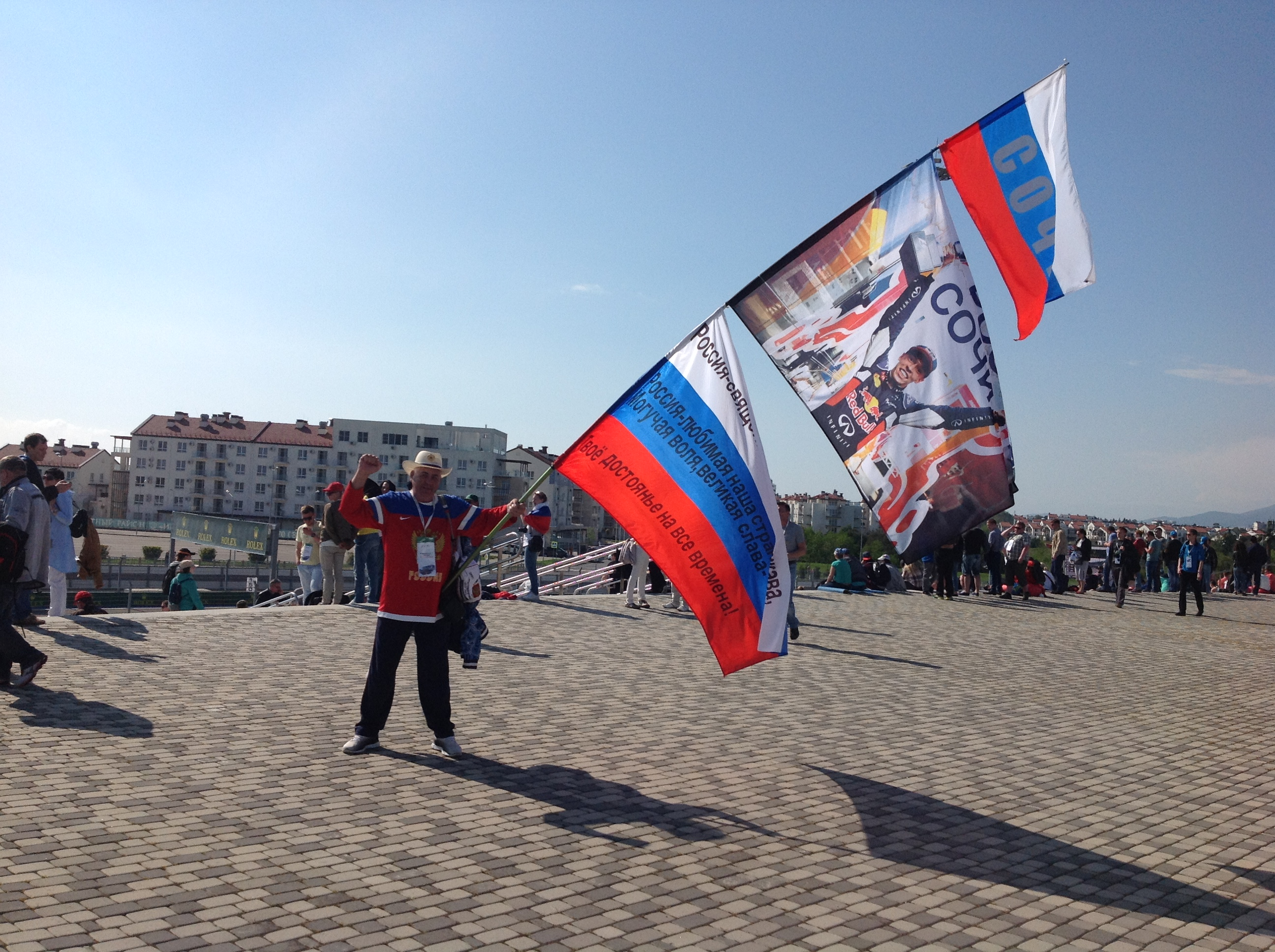
Un fan du pilote local Daniil Kvyat au Grand Prix de Russie 2016.

- Alfonso Celis Jr., pilote-essayeur chez Force India, remplace Nico Hülkenberg lors de cette séance d'essais.
- Sergey Sirotkin, pilote-essayeur chez Renault F1 Team, remplace Kevin Magnussen lors de cette séance d'essais.

### Deuxième séance, le vendredi de 14 h à 15 h 30

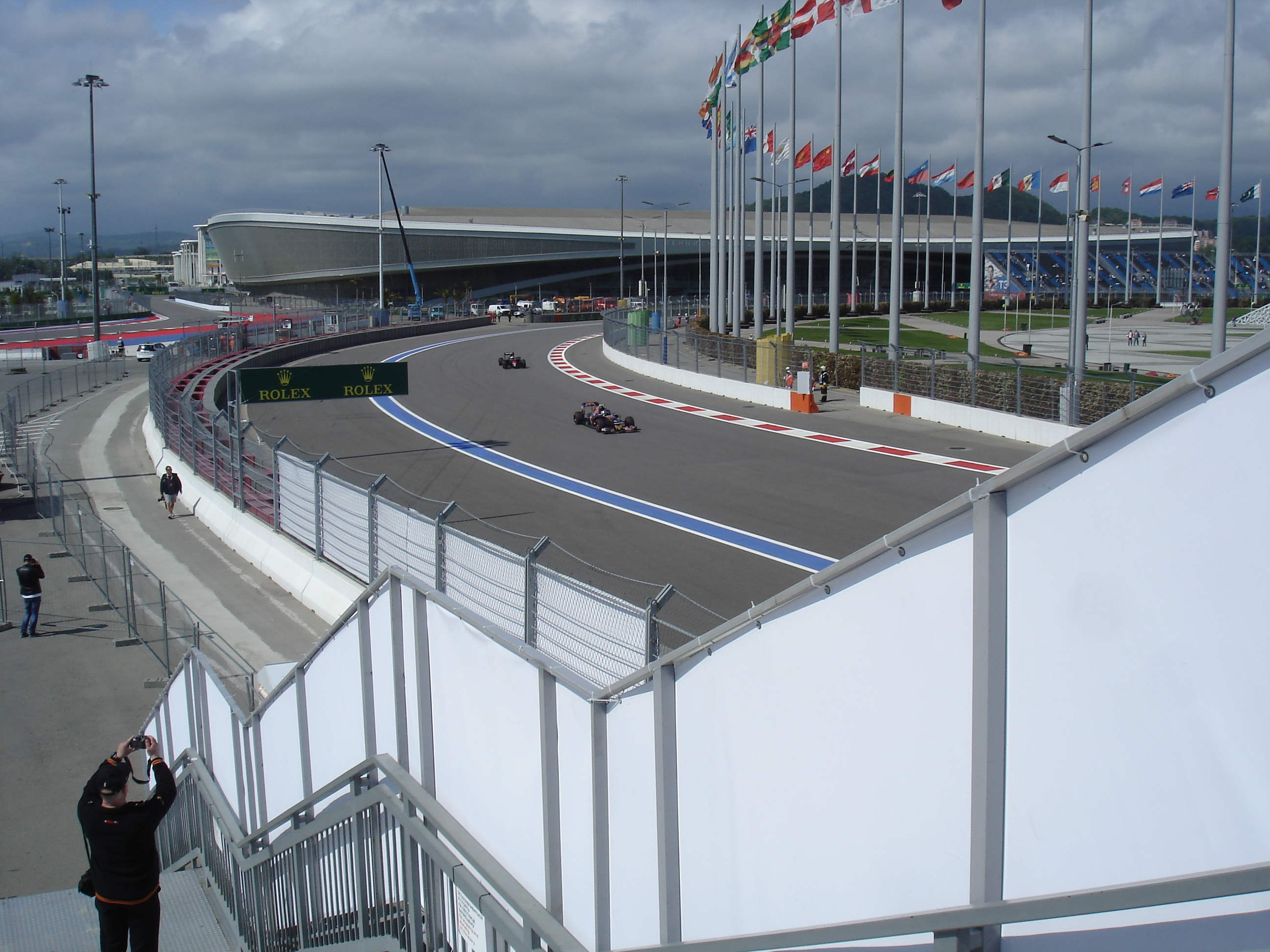
Une Toro Rosso sur le circuit russe.

| Pos. | Pilote           | Voiture            | Chrono         | Écart     |
| ---- | ---------------- | ------------------ | -------------- | --------- |
| 1    | Lewis Hamilton   | Mercedes           | 1 min 37 s 583 |           |
| 2    | Sebastian Vettel | Ferrari            | 1 min 38 s 235 | + 0 s 652 |
| 3    | Nico Rosberg     | Mercedes           | 1 min 38 s 450 | + 0 s 867 |
| 4    | Kimi Räikkönen   | Ferrari            | 1 min 38 s 793 | + 1 s 210 |
| 5    | Daniel Ricciardo | Red Bull-TAG Heuer | 1 min 39 s 084 | + 1 s 501 |
| 6    | Valtteri Bottas  | Williams-Mercedes  | 1 min 39 s 185 | + 1 s 602 |

### Troisième séance, le samedi de 12 h à 13 h
| Pos. | Pilote           | Voiture           | Chrono         | Écart     |
| ---- | ---------------- | ----------------- | -------------- | --------- |
| 1    | Lewis Hamilton   | Mercedes          | 1 min 36 s 403 |           |
| 2    | Nico Rosberg     | Mercedes          | 1 min 36 s 471 | + 0 s 068 |
| 3    | Sebastian Vettel | Ferrari           | 1 min 37 s 007 | + 0 s 604 |
| 4    | Kimi Räikkönen   | Ferrari           | 1 min 37 s 727 | + 1 s 324 |
| 5    | Felipe Massa     | Williams-Mercedes | 1 min 37 s 918 | + 1 s 515 |
| 6    | Valtteri Bottas  | Williams-Mercedes | 1 min 37 s 985 | + 1 s 582 |

## Séance de qualifications

### Résultats des qualifications
| Pos.                                                                                      | Pilote            | Écurie               | Qualifications 1 | Qualifications 2 | Qualifications 3 |
| ----------------------------------------------------------------------------------------- | ----------------- | -------------------- | ---------------- | ---------------- | ---------------- |
| 1                                                                                         | Nico Rosberg      | Mercedes             | 1 min 36 s 119   | 1 min 35 s 337   | 1 min 35 s 417   |
| 2                                                                                         | Sebastian Vettel  | Ferrari              | 1 min 36 s 555   | 1 min 36 s 623   | 1 min 36 s 123   |
| 3                                                                                         | Valtteri Bottas   | Williams-Mercedes    | 1 min 37 s 746   | 1 min 37 s 140   | 1 min 36 s 536   |
| 4                                                                                         | Kimi Räikkönen    | Ferrari              | 1 min 36 s 976   | 1 min 36 s 741   | 1 min 36 s 663   |
| 5                                                                                         | Felipe Massa      | Williams-Mercedes    | 1 min 37 s 753   | 1 min 37 s 320   | 1 min 37 s 016   |
| 6                                                                                         | Daniel Ricciardo  | Red Bull-TAG Heuer   | 1 min 38 s 091   | 1 min 37 s 569   | 1 min 37 s 125   |
| 7                                                                                         | Sergio Pérez      | Force India-Mercedes | 1 min 38 s 006   | 1 min 37 s 282   | 1 min 37 s 212   |
| 8                                                                                         | Daniil Kvyat      | Red Bull-TAG Heuer   | 1 min 38 s 265   | 1 min 37 s 606   | 1 min 37 s 459   |
| 9                                                                                         | Max Verstappen    | Toro Rosso-Ferrari   | 1 min 38 s 123   | 1 min 37 s 510   | 1 min 37 s 583   |
| 10                                                                                        | Lewis Hamilton    | Mercedes             | 1 min 36 s 006   | 1 min 35 s 820   | pas de temps     |
| 11                                                                                        | Carlos Sainz Jr.  | Toro Rosso-Ferrari   | 1 min 37 s 784   | 1 min 37 s 652   |                  |
| 12                                                                                        | Jenson Button     | McLaren-Honda        | 1 min 38 s 332   | 1 min 37 s 701   |                  |
| 13                                                                                        | Nico Hülkenberg   | Force India-Mercedes | 1 min 38 s 652   | 1 min 37 s 771   |                  |
| 14                                                                                        | Fernando Alonso   | McLaren-Honda        | 1 min 37 s 971   | 1 min 37 s 807   |                  |
| 15                                                                                        | Romain Grosjean   | Haas-Ferrari         | 1 min 38 s 383   | 1 min 38 s 055   |                  |
| 16                                                                                        | Esteban Gutiérrez | Haas-Ferrari         | 1 min 38 s 678   | 1 min 38 s 115   |                  |
| 17                                                                                        | Kevin Magnussen   | Renault              | 1 min 38 s 914   |                  |                  |
| 18                                                                                        | Jolyon Palmer     | Renault              | 1 min 39 s 009   |                  |                  |
| 19                                                                                        | Felipe Nasr       | Sauber-Ferrari       | 1 min 39 s 018   |                  |                  |
| 20                                                                                        | Pascal Wehrlein   | Manor-Mercedes       | 1 min 39 s 399   |                  |                  |
| 21                                                                                        | Rio Haryanto      | Manor-Mercedes       | 1 min 39 s 463   |                  |                  |
| 22                                                                                        | Marcus Ericsson   | Sauber-Ferrari       | 1 min 39 s 519   |                  |                  |
| Temps minimal à réaliser pour la qualification : 1 min 42 s 726 (107 % de 1 min 36 s 006) |                   |                      |                  |                  |                  |

### Grille de départ du Grand Prix
- Sebastian Vettel, auteur du deuxième temps des qualifications, est pénalisé d'un recul de cinq places sur la grille de départ en raison du changement de la boîte de vitesses de sa Ferrari ; il s'élance donc de la septième place[5].

## Course

### Classement de la course
| Pos. | no | Pilote            | Écurie               | Tours | Temps/Abandon                      | Grille | Points |
| ---- | -- | ----------------- | -------------------- | ----- | ---------------------------------- | ------ | ------ |
| 1    | 6  | Nico Rosberg      | Mercedes             | 53    | 1 h 32 min 41 s 997 (200,482 km/h) | 1      | 25     |
| 2    | 44 | Lewis Hamilton    | Mercedes             | 53    | + 25 s 022                         | 10     | 18     |
| 3    | 7  | Kimi Räikkönen    | Ferrari              | 53    | + 31 s 998                         | 3      | 15     |
| 4    | 77 | Valtteri Bottas   | Williams-Mercedes    | 53    | + 50 s 217                         | 2      | 12     |
| 5    | 19 | Felipe Massa      | Williams-Mercedes    | 53    | + 1 min 14 s 427                   | 4      | 10     |
| 6    | 14 | Fernando Alonso   | McLaren-Honda        | 52    | + 1 tour                           | 14     | 8      |
| 7    | 20 | Kevin Magnussen   | Renault              | 52    | + 1 tour                           | 17     | 6      |
| 8    | 8  | Romain Grosjean   | Haas-Ferrari         | 52    | + 1 tour                           | 15     | 4      |
| 9    | 11 | Sergio Pérez      | Force India-Mercedes | 52    | + 1 tour                           | 6      | 2      |
| 10   | 22 | Jenson Button     | McLaren-Honda        | 52    | + 1 tour                           | 12     | 1      |
| 11   | 3  | Daniel Ricciardo  | Red Bull-TAG Heuer   | 52    | + 1 tour                           | 5      |        |
| 12   | 55 | Carlos Sainz Jr.  | Toro Rosso-Ferrari   | 52    | + 1 tour (dont 10 s de pénalité)   | 11     |        |
| 13   | 30 | Jolyon Palmer     | Renault              | 52    | + 1 tour                           | 18     |        |
| 14   | 9  | Marcus Ericsson   | Sauber-Ferrari       | 52    | + 1 tour                           | 22     |        |
| 15   | 26 | Daniil Kvyat      | Red Bull-TAG Heuer   | 52    | + 1 tour                           | 8      |        |
| 16   | 12 | Felipe Nasr       | Sauber-Ferrari       | 52    | + 1 tour (dont 5 s de pénalité)    | 19     |        |
| 17   | 21 | Esteban Gutiérrez | Haas-Ferrari         | 52    | + 1 tour                           | 16     |        |
| 18   | 94 | Pascal Wehrlein   | Manor-Mercedes       | 51    | + 2 tours                          | 20     |        |
| Abd. | 33 | Max Verstappen    | Toro Rosso-Ferrari   | 33    | Moteur                             | 9      |        |
| Abd. | 5  | Sebastian Vettel  | Ferrari              | 0     | Accrochage                         | 7      |        |
| Abd. | 27 | Nico Hülkenberg   | Force India-Mercedes | 0     | Accrochage                         | 13     |        |
| Abd. | 88 | Rio Haryanto      | Manor-Mercedes       | 0     | Accrochage                         | 21     |        |

### Pole position et record du tour
- Pole position :  Nico Rosberg (Mercedes) en 1 min 35 s 417 (220,640 km/h)[7].
- Meilleur tour en course :   Nico Rosberg (Mercedes) en 1 min 39 s 094 (212,453 km/h) au cinquante-deuxième tour[8].

### Tours en tête
- Nico Rosberg : 53 tours (1-53)[9].

## Classements généraux à l'issue de la course
| Pos. | Pilote            | Écurie               | Points |
| ---- | ----------------- | -------------------- | ------ |
| 1er  | Nico Rosberg      | Mercedes             | 100    |
| 2    | Lewis Hamilton    | Mercedes             | 57     |
| 3    | Kimi Räikkönen    | Ferrari              | 43     |
| 4    | Daniel Ricciardo  | Red Bull-TAG Heuer   | 36     |
| 5    | Sebastian Vettel  | Ferrari              | 33     |
| 6    | Felipe Massa      | Williams-Mercedes    | 32     |
| 7    | Romain Grosjean   | Haas-Ferrari         | 22     |
| 8    | Daniil Kvyat      | Red Bull-TAG Heuer   | 21     |
| 9    | Valtteri Bottas   | Williams-Mercedes    | 19     |
| 10   | Max Verstappen    | Toro Rosso-Ferrari   | 13     |
| 11   | Fernando Alonso   | McLaren-Honda        | 8      |
| 12   | Kevin Magnussen   | Renault              | 6      |
| 13   | Nico Hülkenberg   | Force India-Mercedes | 6      |
| 14   | Carlos Sainz Jr.  | Toro Rosso-Ferrari   | 4      |
| 15   | Sergio Pérez      | Force India-Mercedes | 2      |
| 16   | Stoffel Vandoorne | McLaren-Honda        | 1      |
| 17   | Jenson Button     | McLaren-Honda        | 1      |

| Pos. | Écurie               | Points |
| ---- | -------------------- | ------ |
| 1er  | Mercedes             | 157    |
| 2    | Ferrari              | 76     |
| 3    | Red Bull-TAG Heuer   | 57     |
| 4    | Williams-Mercedes    | 51     |
| 5    | Haas-Ferrari         | 22     |
| 6    | Toro Rosso-Ferrari   | 17     |
| 7    | McLaren-Honda        | 10     |
| 8    | Force India-Mercedes | 8      |
| 9    | Renault              | 6      |

## Statistiques

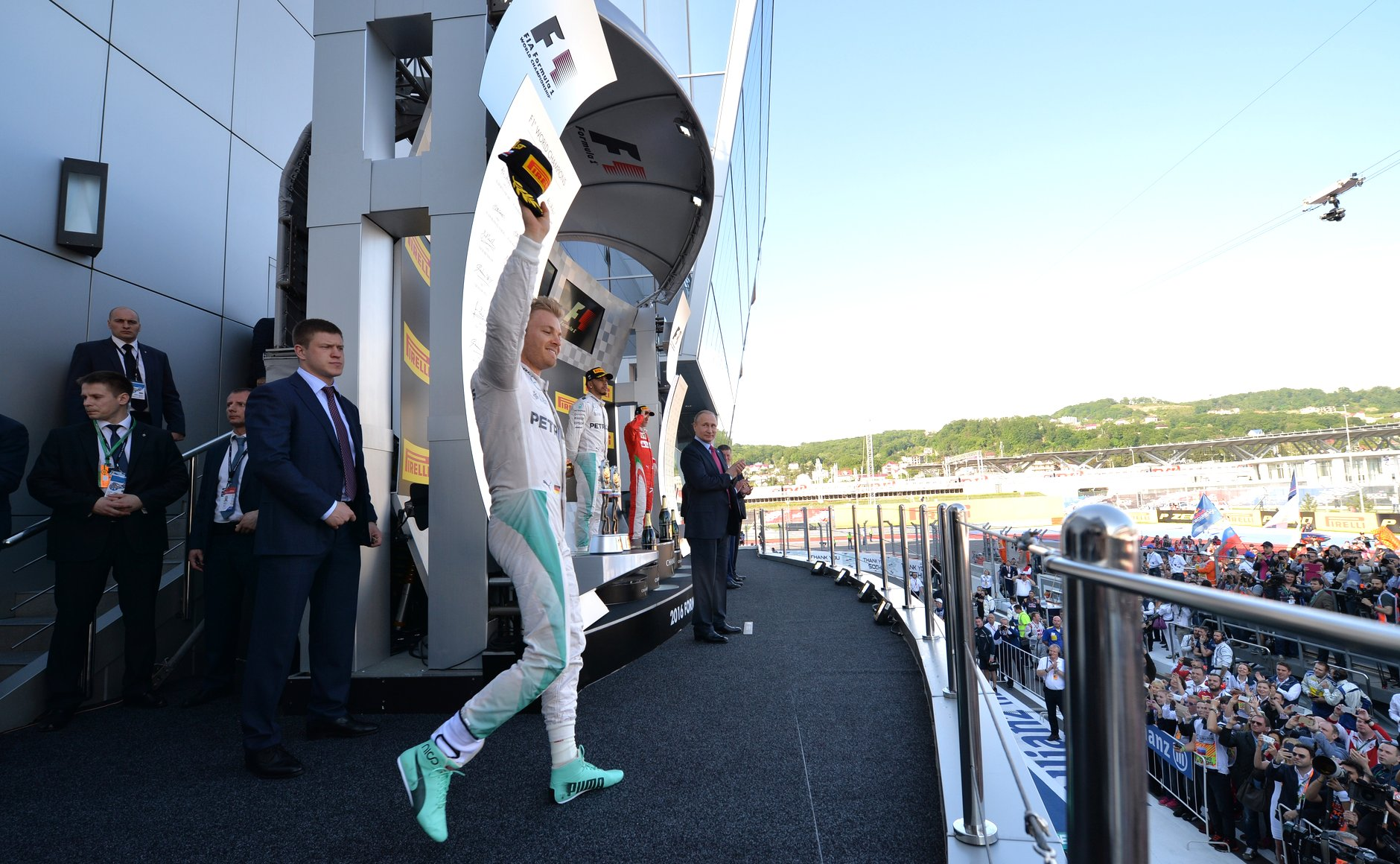
Nico Rosberg arrive sur le podium russe.

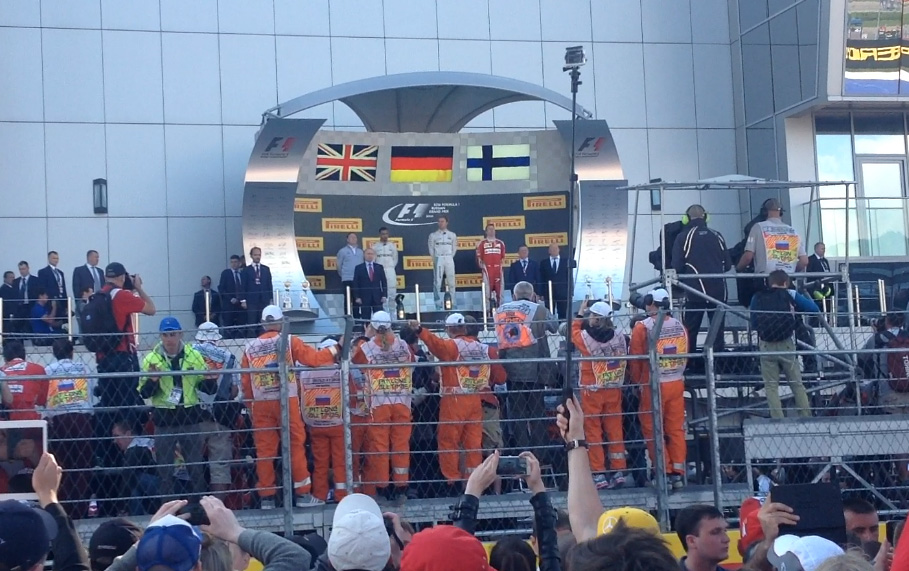
La cérémonie du podium.

Le Grand Prix de Russie 2016 représente :
- la 24e pole position de Nico Rosberg[12] ;
- la 18e victoire de Nico Rosberg, sa quatrième en autant de Grands Prix cette saison et son septième succès consécutif[13] ;
- le 2e hat trick de sa carrière pour Nico Rosberg[14] ;
- le 1er chelem de sa carrière pour Nico Rosberg[15] ;
- la 49e victoire pour Mercedes en tant que constructeur[16] ;
- la 135e victoire pour Mercedes en tant que motoriste[17] ;
- le 30e doublé pour Mercedes en tant que constructeur[18] ;
- la 10e pole position consécutive de Mercedes[19] ;
- Le 700e podium de la Scuderia Ferrari [20].

Au cours de ce Grand Prix :
- Nico Rosberg passe la barre des 1 300 points inscrits en Formule 1 (1 309,5 points)[21] ;
- Felipe Massa passe la barre des 1 100 points inscrits en Formule 1 (1 103 points)[22] ;
- Kevin Magnussen, septième du Grand Prix, est élu « Pilote du jour » lors d'un vote organisé sur le site officiel de la Formule 1[23] ;
- Emanuele Pirro (37 départs en Grands Prix de Formule 1, 3 points inscrits entre 1989 et 1991 et quintuple vainqueur des 24 Heures du Mans en 2000, 2001, 2002, 2006 et 2007) est nommé assistant des commissaires de course pour ce Grand Prix[24] ;
- 30 manœuvres de dépassements ont été effectuées[25].